# Мариновка (Покровский район)
Мариновка (укр. Маринівка) — село на Украине, находится в Покровском районе Донецкой области.
29 августа 2024 года в ходе наступления на Покровск, ВС РФ захватили село.
Код КОАТУУ — 1422783409. Население по переписи 2001 года составляет 335 человек. Почтовый индекс — 85347. Телефонный код — 623.

## Адрес местного совета
85347, Донецкая область, Покровский р-н, с.Николаевка, ул.Центральная, 43